# Noël van ’t End
Noël van ’t End (* 15. Juni 1991 in Houten) ist ein niederländischer Judoka. 2019 gewann er den Weltmeistertitel im Mittelgewicht. Er trägt den 1. Dan.

## Sportliche Karriere
Der 1,85 m große Noël van ’t End kämpft seit 2010 im Mittelgewicht, der Gewichtsklasse bis 90 Kilogramm. 2011 war er Zweiter der niederländischen Meisterschaften hinter Robby van Laarhoven, 2012 hinter Michael Korrel. Ende 2012 gewann Noël van ’t End Bronze bei den U23-Europameisterschaften. 2013 erkämpfte er den niederländischen Meistertitel. 2014 und 2015 belegte er jeweils den zweiten Platz bei den Grand-Slam-Turnieren in Baku und Abu Dhabi. 2016 schied er bei den Olympischen Spielen in Rio de Janeiro in seinem ersten Kampf gegen den Mongolen Lchagwasürengiin Otgonbaatar aus.
Bei den Europameisterschaften 2018 in Tel Aviv erreichte er erstmals das Viertelfinale und verlor gegen den Spanier Nikoloz Sherazadishvili. Nach einem Sieg über den Georgier Beka Ghwiniaschwili und einer Niederlage gegen den Griechen Theodoros Tselidis belegte Noël van ’t End den fünften Platz. 2019 gewann er das Grand-Slam-Turnier in Jekaterinburg. 2019 wurden die Europameisterschaften im Rahmen der Europaspiele in Minsk ausgetragen. Noël van ’t End unterlag im Halbfinale dem Israeli Li Kochman und im Kampf um Bronze Mammadali Mehdiyev aus Aserbaidschan. Bei den Weltmeisterschaften in Tokio bezwang er im Viertelfinale den Franzosen Axel Clerget, im Halbfinale den Serben Nemanja Majdov und im Finale den Japaner Shoichiro Mukai. Er war damit nach Anton Geesink und Willem Ruska in den 1960er und 1970er Jahren sowie Guillaume Elmont, Dennis van der Geest und Ruben Houkes in den Jahren 2005 und 2007 der sechste Niederländer der in einem Einzelwettbewerb der Männer Judoweltmeister wurde. Bei den Europameisterschaften 2020 und 2021 belegte er jeweils den siebten Platz. Diesen Platz erreichte er auch bei den Olympischen Spielen in Tokio, nachdem er im Viertelfinale gegen den Türken Mihael Žgank verloren hatte. Bei den Olympischen Spielen 2024 in Paris schied Noël van ’t End in seinem Auftaktkampf gegen den Brasilianer Rafael Macedo aus. Im Teamwettbewerb scheiterten die Niederländer im Achtelfinale an den Serben.
Im Jahr 2022 kämpfte er in der 1. österreichischen Judo-Bundesliga für den Verein UJZ Mühlviertel.